# Claudi Apol·loni
Claudi Apol·loni (en llatí Claudius Apollonius, en grec Κλαύδιος Άπολλώνιος) va ser un metge d'origen grec que va viure al segle ii. Un dels seus antídots és esmentat per Galè.